# Tyler James Williams
Tyler James Williams (Westchester County, 9 oktober 1992) is een Amerikaans acteur, zanger en rapper.
Williams is het meest bekend van zijn rol als Chris in de televisieserie Everybody Hates Chris waar hij in 88 afleveringen speelde (2005-2009).

## Biografie
Williams werd geboren in Westchester County maar groeide op in Yonkers.

## Filmografie

### Films
Uitgezonderd korte films.
- 2024 Amber Alert - als Shane
- 2021 The United States vs. Billie Holiday - als Lester Young
- 2020 The Argument - als Paul
- 2019 The Wedding Year - als Jake
- 2017 Detroit - als Leon
- 2014 Dear White People - als Lionel Higgins
- 2013 Peeples – als Simon Peeples
- 2012 Let It Shine – als Cyrus DeBarge
- 2006 Unaccompanied Minors – als Charlie Goldfinch
- 2006 The Ant Bully – als blauwe teamgenoot (stem)
- 2005 Two for the Money – als gast op feest

### Televisieseries
Uitgezonderd eenmalige gastrollen.
- 2021 - 2025 Abbott Elementary - als Gregory Eddie - 71 afl.
- 2023 History of the World: Part II - als Mason Dixon - 3 afl.
- 2019 Whiskey Cavalier - als Edgar Standish - 13 afl.
- 2018 Dear White People - als Carson Rhodes - 2 afl.
- 2016 - 2017 Criminal Minds: Beyond Borders - als Russ Montgomery - 26 afl.
- 2016 RePlay - als Nate - 12 afl.
- 2016 Ballers - waterjongen - 2 afl.
- 2014 - 2015 The Walking Dead - als Noah - 10 afl.
- 2012 - 2013 Go On - als Owen - 19 afl.
- 2005 – 2009 Everybody Hates Chris – als Chris – 88 afl.

- Bibliothèque nationale de France: cb16648240k (data)
- International Standard Name Identifier: 0000 0000 5354 2082
- Library of Congress Control Number: no2006118479
- MusicBrainz: c23d40bf-0f03-4a52-a16c-9c50994322ab
- Virtual International Authority File: 4694572
- WorldCat: E39PBJxrWGGMXPgx6gMby3j3cP